# قائمة الكائنات الأطول عمرا
هذه هي قائمة أطول الكائنات الحية عمراً .

## الخلود البيولوجي

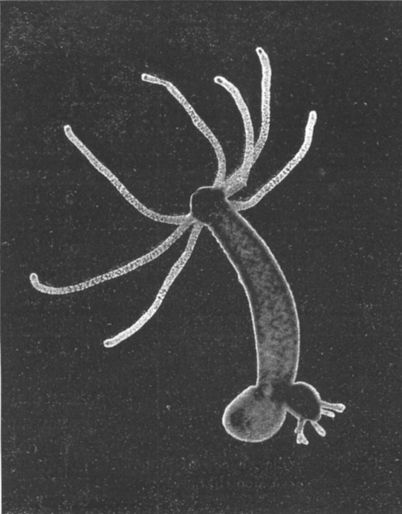
هيدرا الذي لا ينمو.

إذا كان معدل الوفيات الا يزيد بعد النضج، فإن هذه الأنواع لا تزيد في العمر وهو ما يعرف بالخلود البيولوجي. وتوجد أمثلة كثيرة على ذلك من النباتات والحيوانات التي معدل وفياتها في الواقع يتناقص مع تقدمها في العمر.
- هيدرا هذه الكائنات لوحظت لمدة أربع سنوات دون أي زيادة في معدل الوفيات.[2]

بعض الأنواع الأخرى لوحظ فيها التراجع إلى حالة اليرقات ونموها مرة أخرى إلي الحالة البالغة عدة مرات.
- في فصيلة الأبابيات، فإن قنديل البحر الخالد قادر على التحول وإعادة دورة حياته من مرحلة النضوج إلي مرحلة الطفولة والعودة مرة أخرى. وهذا يعني أنه لا توجد حدود معروفة لعمره.[3][4][5])
- اليرقات من خنافس الجلد تخضع لدرجة من «النمو العكسي» عندما تجوع، وبعد ذلك تنمو مرة أخرى إلي سابق مستواها من النضج. هذه الدورة يمكن أن تتكرر مرات عديدة.[6]

## إحياء النشاط بعد الركود

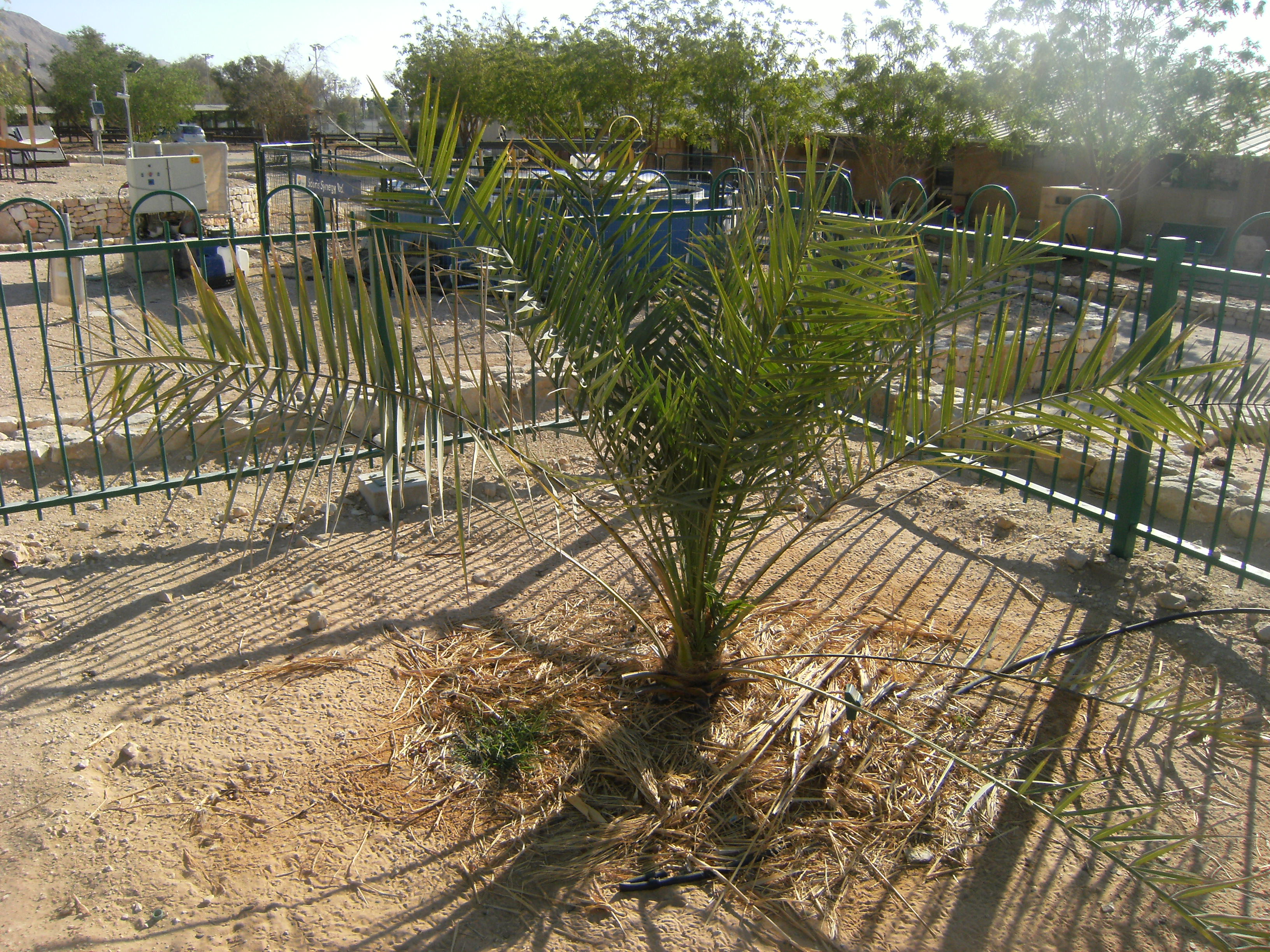
النخيل اليهودي الذي قد نمي من بذرة عمرها 2000 عاماً.

- ادعاءات مختلفة بأنه يمكن إحياء الجراثيم البكتيرية إلى عملية الأيض النشطة مرة أخرى بعد ملايين السنين. فعلى سبيل المثال هناك إدعاءات بأن جراثيم العنبر يمكن إحياؤها بعد 40 مليون سنة، [7] وبعض الجراثيم من رواسب الملح في نيو مكسيكو يمكن إحياؤها بعد 240 مليون سنة، وبذلك تعتبر أطول الكائنات الحية في التاريخ.[8][9] في تجربة مماثلة، كان هناك عالماً قادراً على إعادة التكاثر في أحد أنواع بكتيريا الملح عمرها 34,000 عام.[10]

- بذرة من النخل اليهودي والتي كانت انقرضت منذ وقت مضي، تم التمكن من إحيائها مرة أخرى بعد ما يقرب من 2000 سنة.[11][12]
- في عام 1994، بعض البذور من اللوتس المقدس (نوسيفيرا) والمؤرخ عمرها بما يقرب من 1300 ± 270 سنة، تم انباتها من جديد.[13][14]
- خلال تسعينات القرن الماضي، تمكن راؤول كانو عالم الميكروبيولوجيا في جامعة كاليفورنيا، سان لويس، من إحياء خميرة كانت عالقة في العنبر لمدة 25 مليون سنة.[15] حييث ذهب كانو إلى مصنع للجعة ووضع «مزر العنبر» علي فطريات خميرة عمرها 45 مليون سنة.[16][17][18][19]

## مستعمرات النباتات النسلية والفطريات

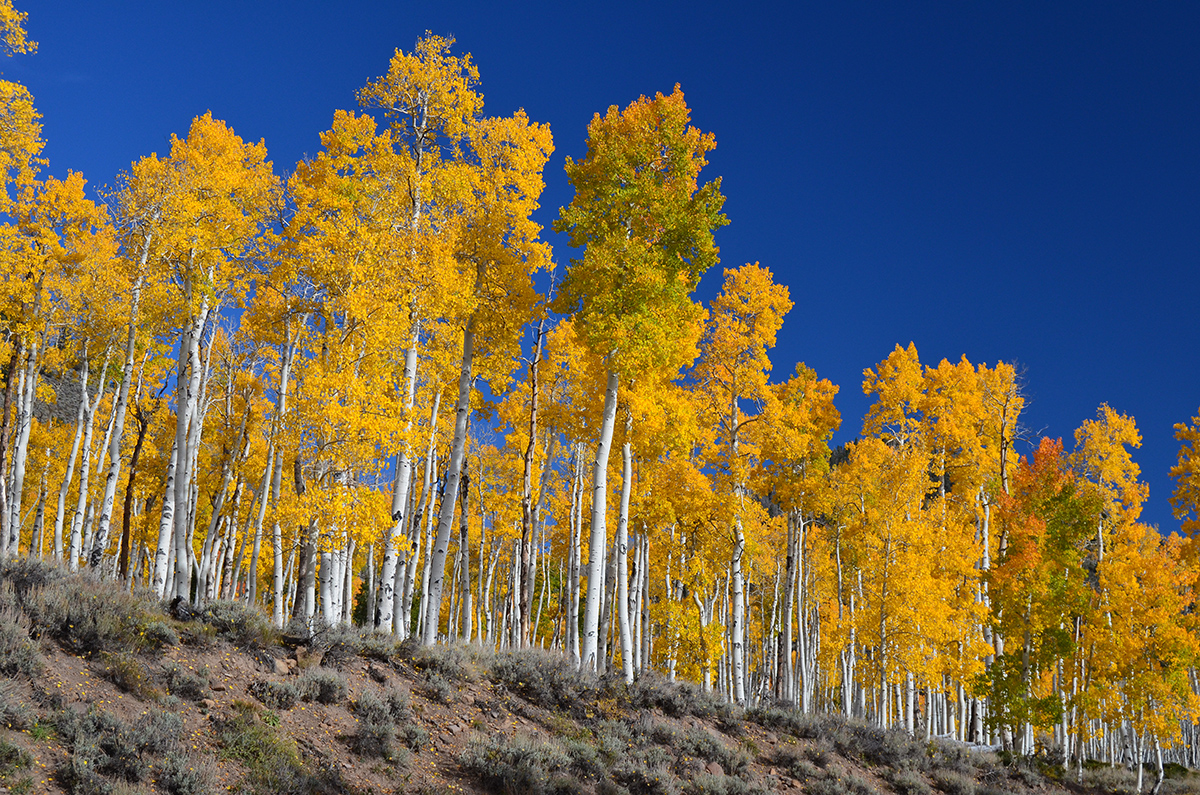
باندو هي استنساخ لمستعمرة الحور راجفياني والتي يقدر عمرها بـ80000 عام علي الأقل.

كما هو الحال مع جميع الأنواع النباتية والفطرية طويلة العمر، لا يبقي جزء فردي من مستعمرة نسلية على قيد الحياة (بمعنى التمثيل الغذائي النشط) لأكثر من جزء صغير جدا من حياة المستعمرة بأكملها. قد تكون بعض المستعمرات النسلية متصلة تماما عن طريق نظمها الجذرية، في حين أن معظمها يكون غير مترابط في الواقع، ولكنها تكون متطابقة وراثياً بحيث تسكن منطقة معينة من خلال التكاثر الخضري.
- الباندو هي مستعمرة استنساخية الحور راجفياني، والتي كان يقدر عمرها ببنحو 80000 سنة.[21] وعلى عكس العديد من المستعمرات، فإن الجذوع التي فوق الأرض تظل متصلة مع بعضها البعض عن طريق نظام جذري واحد ضخم تحت الأرض.[22]
- مستعمرة ضخمة من الحشائش البحرية في البحر الأبيض المتوسط يقدر أن تكون ما بين 12000 سنة و200000 سنة. الحد الأقصى للسن يعتبر نظرياً حيث أن المنطقة التي تحتلها كانت فوق الماء في مرحلة ما بين 10000 و 80000 سنة مضت.[23][24][25][26]
- الكافور: المستعمرات في أستراليا يدعى أنها ترجع إلى 13000 سنة.[27][28][29][30][31]
- مستعمرة الملك هي (حشيشة الشحم) في صحراء "موهافي" تقدر بحوالي 11,700 عاماً.[32] وقد قيل 12150 سنة، ولكن هذا غير مؤكد حتى الآن.[33]
- مستعمرة مربع التوت في ولاية بنسلفانيا تقدر بـ13000 سنة.[34][35][36]

## العينات النباتية الفردية

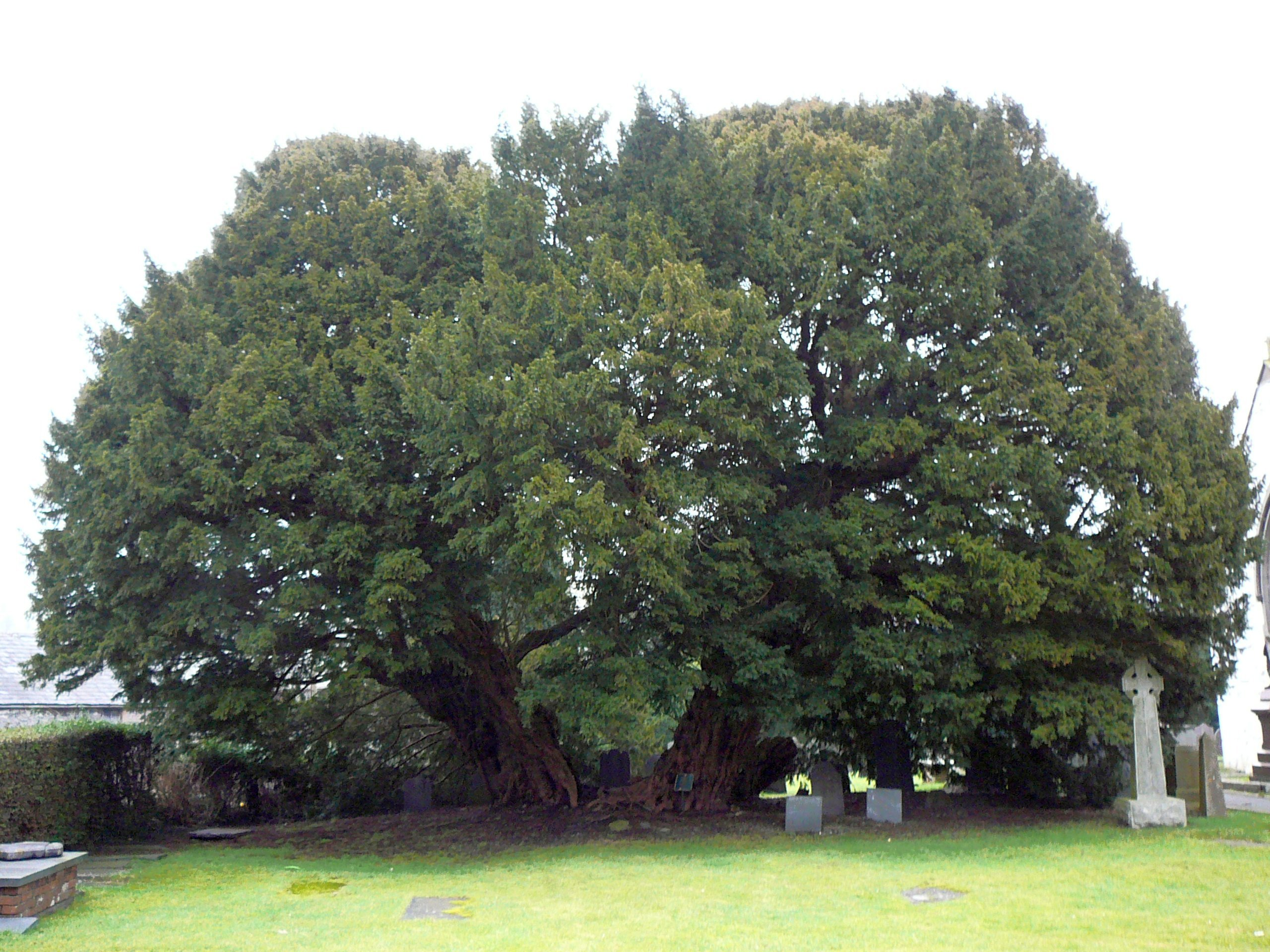
أقدم شجرة في أوروبا.

- الصنوبر المعمر يقاس عمره بعد الحلقات حيث يصل إلي 5074 عاماً.[37] وبذلك يعتبر هو أقدم شجرة معروفة في أمريكا الشمالية، وأقدم شجرة غير مستنسخة في العالم.[38][39]
- العديد من أشجار الزيتون يفترض أن يكون عمرها 2000 سنة أو أكثر. شجرة الزيتون في كريت يفترض أن لها مثل هذا العمر، وقد تم تأكيد العمر على أساس علم تحديد أعمار الأشجار.[40][41]
- شجرة جومون سوجي، من فصلية سرو اليابان نمت بشكل طبيعي في جزيرة ياكوشيما، محافظة كاغوشيما، اليابان، ويقدر عمرها من 2,170 إلى 7200 سنة.[42]
- فلفيتشيا هو أصنوفة أحادية الطراز من جنس عاريات البذور النباتية. وباستخدام الكربون المشع تم التأكد أنها عاشت أكثر من 1000 سنة، وبعضها يشتبه في أن يكون أكبر من 2000 سنة.[43]

## البشر
| >80 77.5–80 75–77.5 72.5–75 70–72.5 67.5–70 65–67.5 | 60–65 55–60 50–55 45–50 40–45 <40 |

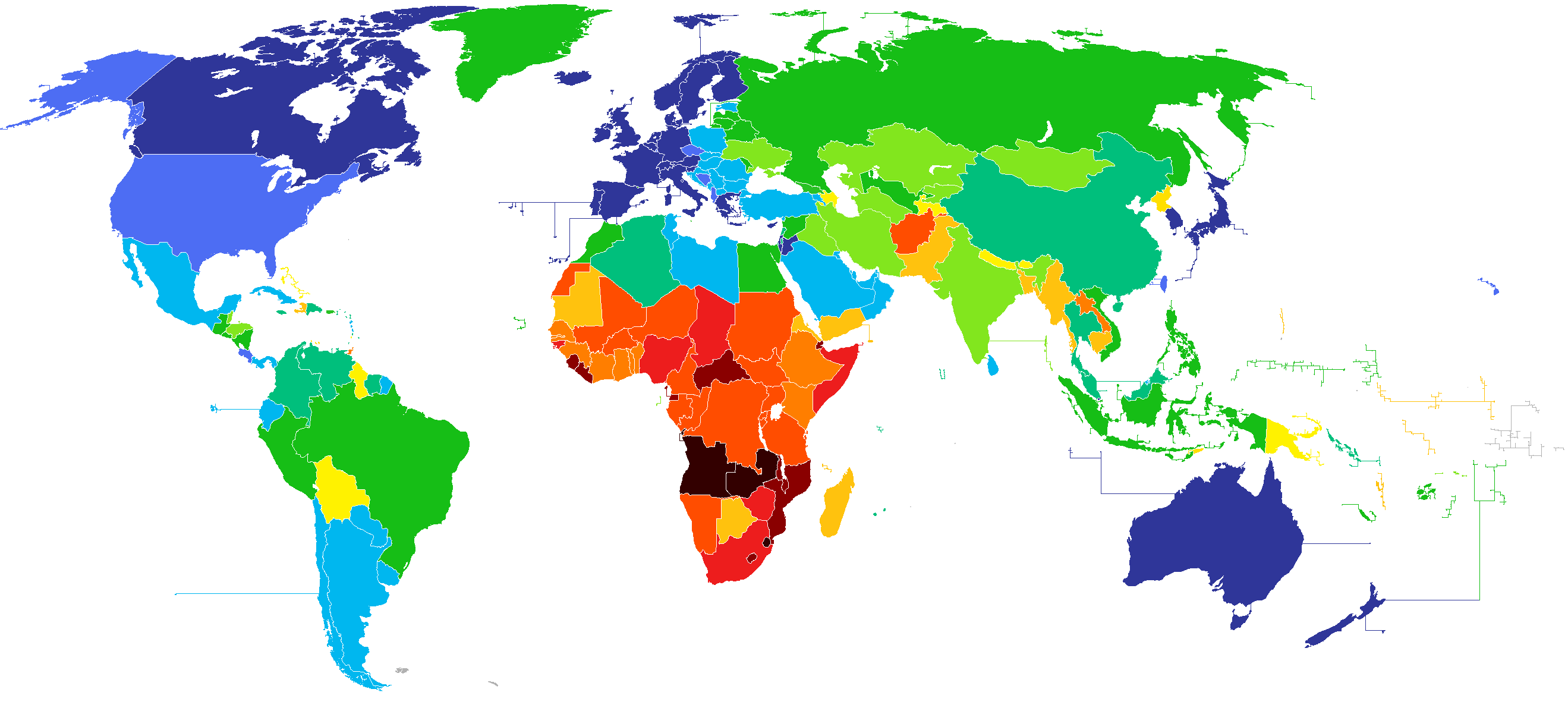
متوسط العمر المتوقع حسب المنطقة

- جين كالمينت عاشت إلى عمر يناهز 122 عاماً و164 يوماً، وبذلك أصبحت أكبر الإنسان علي الإطلاق. توفيت في 4 أغسطس 1997.[بحاجة لمصدر]
- أطول عمر لشخص حي حتي الآن هو نابي تاجيما. (ولد في 4 آب / أغسطس 1900) توفي في 21 إبريل 2018 عن عمر يناهز 117 عام.[44]

## الحيوانات البرية
- السلحفاة العملاقة المعمرة، ماتت بعد ما يقدر بـ255 عاماً في آذار / مارس 2006 في حديقة الحيوان، بكولكاتا، الهند.[45] وهي بذلك أكبر الحيوانات الأرضية عمراً في العالم.[46]
- جوناثان، السلحفاة العملاقة التي تعيش في جزيرة سانت هيلينا، وتفيد التقارير أنها عاشت حوالي 193 عاماً، ولذلك قد تكون أكبر الحيوانات حالياً إذا كان الادعاء صحيحا.[47]
- هارييت، السلحفاة غالاباغوس، ماتت في سن الـ175 في حزيران / يونيه 2006.[48][49]
- تيموثي، سلحفاة مهمازية الورك، ولدت في تركيا، وماتت بعد 165 عاماً في 3 نيسان / أبريل 2004 في المملكة المتحدة.[50][51]

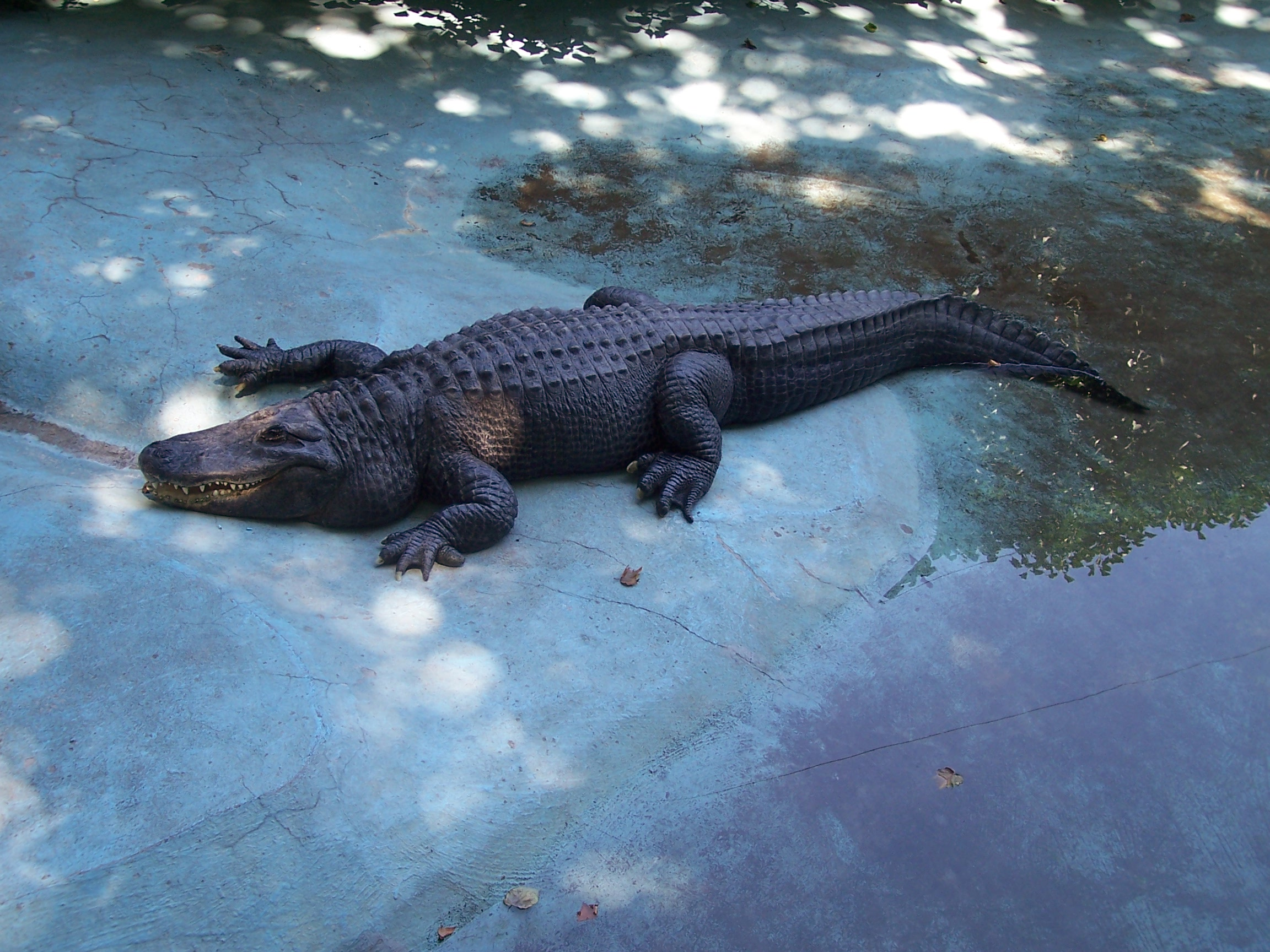
Muja ، الأقدم في العالم التمساح

- موجا، التمساح الأمريكي من حديقة الحيوان ببلغراد، يعتبر أقدم التماسيح في العالم.[52] موجا عمره يتعدي أكثر من 80 عاماً.[53][54]
- لين وانغ، الفيل الآسيوي، أقدم الفيلة في حديقة حيوان تايبيه. ولد في 18 يناير عام 1917 وتوفي في 26 فبراير 2003، بعد 86 عاماً، متجاوزاً الرقم القياسي السابق البالغ 84 عاماً. عادة الفيلة تعيش حوالي 50 عاماً.[55]
- كوندور الأنديز، مات في سن الثمانين.[56][57]
- قطرس لايسان، وضعت بيضة في جزر الميدواي في كانون الأول / ديسمبر 2016، في سن 66. اعتباراً من عام 2017، تعتبر أكبر الطيور البرية في العالم.[58][59]
- ديبي، الدب القطبي، المقيم في حديقة حيوان في كندا، أكبر دب قطبي وثالث أكبر أنواع الدببة على الإطلاق عندما مات في عام 2008، عند عمر يناهز 42 عاماً.[60][61]
- وحيد القرن الأسود في أمريكا الشمالية، عاش ما يقدر بنحو 45 سنة من العمر، وأقام في ولاية كاليفورنيا، بحديقة حيوان سان فرانسيسكو من نيسان / أبريل عام 1974 حتى أيار / مايو 2017.[62][63]

## الحيوانات المائية

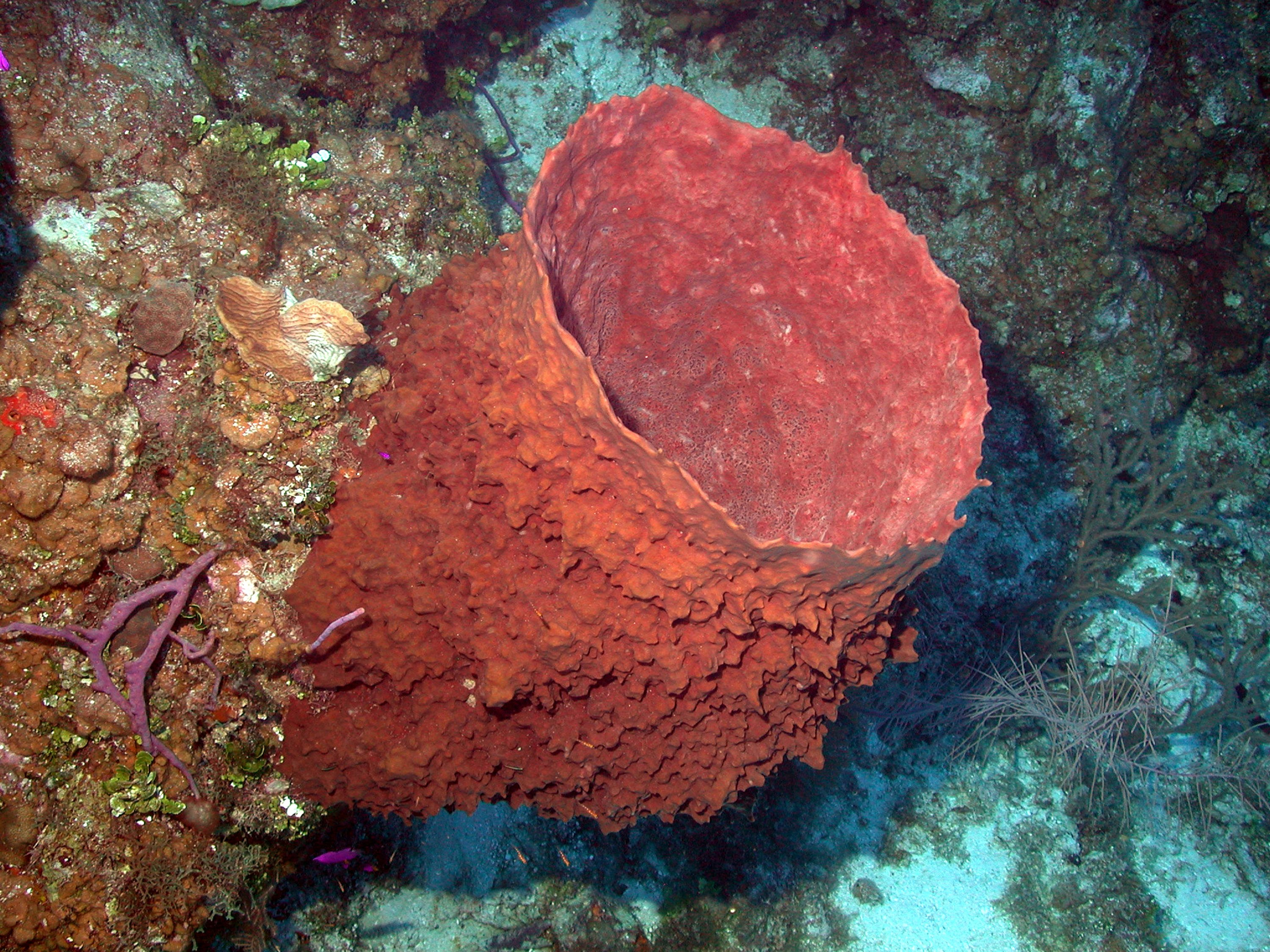
عملاق برميل الإسفنج يمكن أن يعيش أكثر من 2000 سنة.

- الإسفنج الزجاجي تم العثور عليه في بحر الصين الشرقي والمحيط الجنوبي، ووجد أنه يتعدي أكثر من 10000 سنة.[64][65][66]
- عينات من المرجان الأسود تعتبر من بين أكبر الكائنات الحية على كوكب الأرض بحوالي 4265 عاماً.[67][68]
- المرجان الأسود من فصيلة اليسريات في خليج المكسيك قد يعيش أكثر من 2000 سنة.[69][70]
- بعض الرخويات في القارة القطبية، وجد أنها عاشت 507 سنوات.[71] آخر العينة قد سجلت عمر 374 سنوات.[72][73][74][75]
- القرش غرينلاند كان يقدر أنه يعيش إلى حوالي 200 سنة، ولكن دراسة نشرت في عام 2016 وجدت أنه قد يعيش إلي 392 ± 120 عاما.[76][77] أن يجعل غرينلاند القرش أطول عمرا من الفقاريات.[78]
- بعض أسماك الكوي يقال إنه عاش أكثر من 200 سنة، أكبرها هو هانكو، الذي توفي بعد 226 عاماً في 7 يوليو 1977.[79][80]
- سمكة الصخر، تعيش 205 عاماً.[81]
- السمك الخشن البرتقالي، المعروف أيضا باسم سمك أعماق البحار، يمكن أن يعيش إلي ما يقارب 149 سنة.[82]
- أكدت بعض المصادر أن الحيتان القطبية يمكن أن تعيش على الأقل 211 عاماً من العمر، مما يجعلها أكبر الثدييات.[83][84][85][86]
- عينات من قنفذ البحر الأحمر، قد وجد أنها تعيش أكثر من 200 سنة.[87][88]
- فصيلة بطيئات المشية، قد ثبت أن لها القدرة علي البقاء على قيد الحياة ما يقرب من 120 سنة في الحالة الجافة.[89][90][91]
- في 2012، تم العثور علي سمك الحفش في ولاية ويسكونسن عند عمر يقدر بنحو 125 عاماً.[92]
- الحوت القاتل، يقدر بعض الباحثين أنه قد عاش إلى ما يقرب من 105 سنوات عند موته في عام 2017؛ ومع ذلك، فإن بعض أساليب التقدير الأخرى تقدر عمره بحوالي 65-80 عاماً.[93][94][95]